# Цимена (Бановце на Бебрави)
Цимена (слч. Cimenná) насељено је мјесто са административним статусом сеоске општине (слч. obec) у округу Бановце на Бебрави, у Тренчинском крају, Словачка Република.

## Становништво
| Година:    | 1994. | 2004.   | 2014.    | 2024.   |
| ---------- | ----- | ------- | -------- | ------- |
| Број људи: | 84    | 83      | 94       | 100     |
| Разлика:   |       | -1,19 % | +13,25 % | +6,38 % |

| Година:    | 2023. | 2024.   |
| ---------- | ----- | ------- |
| Број људи: | 101   | 100     |
| Разлика:   |       | -0,99 % |

Према подацима о броју становника из 2011. године насеље је имало 92 становника.